# Schiesheim
Schiesheim ist eine Ortsgemeinde im Rhein-Lahn-Kreis in Rheinland-Pfalz. Sie gehört der Verbandsgemeinde Aar-Einrich an.

## Geographie
Schiesheim liegt im Taunus, rund 15 km südlich von Diez unmittelbar an der Grenze zu Hessen. Zur Gemeinde gehört der größte Teil der Siedlung Zollhaus, einschließlich des dortigen Gewerbegebietes; der inzwischen stillgelegte Bahnhof Zollhaus an der Aartalbahn befindet sich allerdings auf dem Gebiet von Mudershausen. Die Aar bildet die östliche Grenze der Gemeinde.

## Geschichte
Schiesheim wird erstmals in einer Urkunde erwähnt, die auf dem 9. November 879 datiert und heute nicht mehr im Original vorhanden ist. Für 1526 ist ein eigener Heimberger nachgewiesen. Der Ort gehörte zum Zentgericht Hahnstätten und damit dem jeweiligen Besitzer der Zent. Neben Acker- ist auch Weinbau nachgewiesen. 1443 gehörte der Ort zur Grafschaft Katzenelnbogen und wurde 1790 von Oranien-Nassau an Nassau-Usingen vertauscht. Im Zuge der napoleonischen Neuordnung durch die Rheinbundakte wurde Schiesheim im Jahre 1806 vom Herzogtum Nassau übernommen. Nach der Annexion durch Preußen war der Ort von 1866 bis zum Ende des Zweiten Weltkriegs Teil der preußischen Provinz Hessen-Nassau und kam danach zum Land Rheinland-Pfalz.

### Einwohnerstatistik
Die älteste Einwohnerstatistik datiert auf 1526 und berichtet von zehn Haushalten. 1612 waren es elf Haushalte und 1716 39 Einwohner. Die Einwohnerschaft entwickelte sich im 19. und 20. Jahrhundert wie folgt: 1843: 61 Einwohner, 1927: 129 Einwohner, 1965: 180 Einwohner. Im Jahr 1975 gab es 215 Einwohner, im Jahr 1985 252 Einwohner und im Jahr 2005 255 Einwohner.

## Politik

### Gemeinderat
Der Gemeinderat in Schiesheim besteht aus sechs Ratsmitgliedern, die bei der Kommunalwahl am 9. Juni 2024 in einer Mehrheitswahl gewählt wurden, und dem ehrenamtlichen Ortsbürgermeister als Vorsitzendem.

### Bürgermeister
Norman Friedrichsen wurde am 10. Oktober 2024 Ortsbürgermeister von Schiesheim. Bei der Direktwahl am 8. September 2024 hatte er als einziger Bewerber 63 Ja-Stimmen erhalten (Stimmenanteil 61,76 %).
Friedrichsens Vorgänger Norbert Fey hatte das Amt 2019 von Evelin Stotz (SPD) übernommen, die nach 25 Jahren nicht erneut für dieses Amt kandidiert hatte. Bei der Direktwahl am 9. Juni 2024 wurde er mit einem Stimmenanteil von 52,1 % erneut gewählt, nahm die Wahl aber nicht an. Daher wurde die Neuwahl im September erforderlich.

### Wappen
| Wappen von Schiesheim | Blasonierung: „In Blau über goldenem Pfeil eine linkshin fliegende silberne Ente mit goldenem Schnabel und Fuß.“ |
| Wappen von Schiesheim | Wappenbegründung: Die Gemeindesiegel seit 1816 zeigen im Siegelfeld rechts einen Jäger, der auf eine nach links fliegende Ente schießt. Der Vorschlag sucht dieses „redende“ Siegelbild in ein redendes Wappen umzugestalten. Der nassauische Ort war in gerichtlicher Hinsicht nach Hahnstätten bzw. Burgschwalbach verwiesen und hat daher vor dem 19. Jahrhundert kein eigenes Siegel geführt. |

## Verkehr
Östlich von Schiesheim verläuft die Bundesstraße 54.